# Internazionali di Francia 1937
Gli Internazionali di Francia 1937 (conosciuti oggi come Open di Francia o Roland Garros) sono stati la 42ª edizione degli Internazionali di Francia di tennis. Si sono svolti sui campi in terra rossa dello Stade Roland Garros di Parigi in Francia.
Il singolare maschile è stato vinto da Henner Henkel, che si è imposto su Bunny Austin in tre set col punteggio di 6–1, 6–4, 6–3. Il singolare femminile è stato vinto da Hilde Sperling, che ha battuto in tre set Simonne Mathieu. Nel doppio maschile si sono imposti Gottfried von Cramm e Henner Henkel. Nel doppio femminile hanno trionfato Simonne Mathieu e Billie Yorke. Nel doppio misto la vittoria è andata a Simone Passemard Mathieu in coppia con Yvon Petra.

## Seniors

### Singolare maschile
Henner Henkel ha battuto in finale  Bunny Austin con il punteggio di 6–1, 6–4, 6–3.

### Singolare femminile
Hilde Sperling ha battuto in finale  Simonne Mathieu con il punteggio di 6–2, 6–4.

### Doppio maschile
Gottfried von Cramm /  Henner Henkel hanno battuto in finale  Vernon Kirby /  Norman Farquharson con il punteggio di 6–4, 7–5, 3–6, 6–1.

### Doppio Femminile
Simonne Mathieu /  Billie Yorke hanno battuto in finale  Dorothy Andrus /  Sylvie Jung Henrotin con il punteggio di 3–6, 6–2, 6–2.

### Doppio Misto
Simone Passemard Mathieu /  Yvon Petra hanno battuto in finale  Marie Luise Horn /  Roland Journu con il punteggio di 7–5, 7–5.